# Mieczysław Górkiewicz

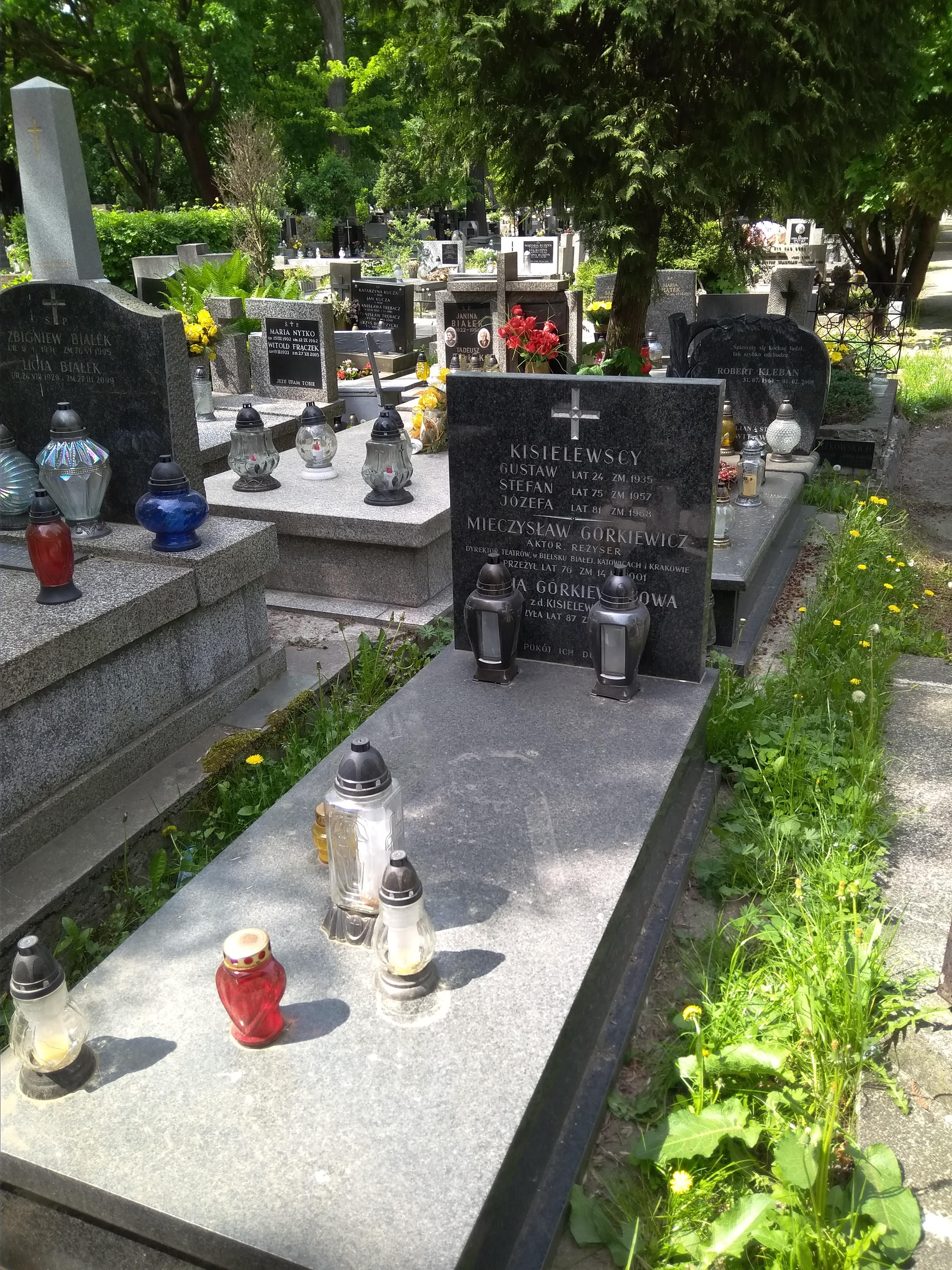
Grób Mieczysława Górkiewicza na cmentarzu Rakowickim w Krakowie (kwatera XL, rząd 3, miejsce 4)

Mieczysław Górkiewicz (ur. 7 stycznia 1925 w Krakowie, zm. 14 marca 2001 w Cholerzynie) – polski aktor teatralny i filmowy, reżyser teatralny, dyrektor teatrów.

## Życiorys
Naukę aktorstwa rozpoczął w kwietniu 1945 roku w Krakowie, a następnie w 1946 roku wyjechał do Gdańska, gdzie kontynuował naukę w Studiu Dramatycznym przy tamtejszym Teatrze Wybrzeże. Egzamin aktorski zdał w 1948 roku w Państwowej Wyższej Szkole Teatralnej w Krakowie. Następnie był aktorem Teatru Wybrzeże (1948-1949), Teatru Wojska Polskiego w Łodzi (1949-1950), Teatru Ateneum w Warszawie (1950-1952), Teatru im. Juliusza Osterwy w Lublinie (1952-1953), Teatru im. Stefana Jaracza w Olsztynie (1953-1954), Teatru Ziemi Opolskiej (1954-1956), Teatru im. Juliusza Słowackiego w Krakowie (1956-1961) oraz inspicjentem (1956-1957) oraz aktorem (1961-1963) Teatru Starego w Krakowie. Podczas pracy w Lublinie debiutował jako reżyser (wrzesień 1953), natomiast w 1960 roku ukończył studia reżyserskie na krakowskiej PWST. 
W latach 1963–1967 pracował w Bielsku-Białej gdzie był dyrektorem Teatru Polskiego oraz kierownikiem Teatru Lalek Banialuka (1963-1964). Następnie pełnił funkcje: dyrektora Teatru Śląskiego im. Stanisława Wyspiańskiego w Katowicach (1967-1971) oraz dyrektora i kierownika artystycznego Teatru „Bagatela” w Krakowie (1971-1979, w latach 1971-1973 jako Teatr Rozmaitości). W latach 1979–1982 grał w krakowskim Teatrze im. Juliusza Słowackiego. Karierę sceniczną zakończył w 1995 roku, reżyserując w Teatrze Zagłębia w Sosnowcu. Ponadto w latach 1961-1974 wyreżyserował siedem spektakli Teatru Telewizji, natomiast w sześciu wystąpił jako aktor. W 1959 roku brał udział w jednej audycji Teatru Polskiego Radia.
W latach 1974–1977 wykładał na krakowskiej Państwowej Wyższej Szkole Teatralnej. W uznaniu zasług został odznaczony: Złotym Krzyżem Zasługi (1962), Odznaką „Zasłużony dla Województwa Katowickiego” (1966), Krzyżem Kawalerskim Orderu Odrodzenia Polski (1970), Odznaką „Zasłużony Działacz Kultury” (1975) oraz Medalem 40-lecia Polski Ludowej (1985).

## Filmografia
- Załoga (1951)
- Hubal (1973)
- Trzecia granica (1975) - żołnierz słowacki rekwirujący ciężarówkę Mika (odc. 1)
- Wolna sobota (1977) - turysta (rola dubbingowana przez Bronisława Pawlika)
- Zmartwychwstanie Jana Wióro (1983)
- Rodzina Kanderów (1988) - wczasowicz w Zakopanem (odc. 6)